# Entraînement sportif
 (septembre 2023).
L’entraînement sportif (on peut aussi dire : la pratique sportive au Canada) est l'ensemble des méthodes et exercices physiques visant l'entretien et l'amélioration des performances sportives, chez le sportif amateur ou professionnel ; cet entraînement comprend notamment la préparation physique, technique, tactique et mentale.
Chez l'amateur pratiquant un sport pour se maintenir en forme ou dans le sport scolaire, l'entraînement vise l'entretien et l'amélioration de la performance, mais les objectifs ne sont pas les mêmes que chez l'athlète de haut niveau. Dans le cadre du sportif de haut niveau, le but de l'entraînement est d'arriver à un pic de forme et de performance, au bon moment, c’est-à-dire le jour de la compétition. Ce qui explique l'importance de la planification de l'entraînement, basé sur le calendrier du sportif.

## Histoire
Des méthodes d'entraînement ont été élaborées et perfectionnées de manière empirique, depuis l'entraînement des athlètes des Jeux olympiques antiques. Elles se sont affinées à partir du XXe siècle avec l'émergence du sport moderne. Plus récemment, les recherches scientifiques et les progrès techniques (physiologie et médecine, appareils d'analyse...) ont permis de comprendre l'efficacité de ces méthodes et même affiner les paramètres d'entraînement.

### Antiquité
Les athlètes des Jeux olympiques antiques (à partir de 776 avant notre ère) s'entraînaient déjà pour améliorer leurs performances sportives. Les principaux principes d'entrainement modernes furent découverts et améliorés de manière empirique dès cette époque. Les sources antiques (comme les récits des philosophes Hippocrate ou Aristote) font ainsi apparaître les débats sur les meilleures méthodes d'entrainement. À partir du IVe siècle, des entraineurs (gymnastis) se spécialisent dans certains sports.
L'entraînement des athlètes comprenait des exercices de musculation avec des soulevés de poids ou bien des poids portés dans les mains durant des exercices techniques. Le principe de spécificité était connu, avec des corps et des entrainements qui différaient selon les spécialités sportives choisies ; les coureurs développaient seulement leurs jambes à l'inverse des lutteurs. Pour l'amélioration technique, les athlètes utilisaient du matériel spécifique (sac de frappe pour lutteurs, haies pour coureurs). Le principe d'alternance était appliqué à travers des cycles de 4 jours (tetra) alternant entrainement intensif, modéré et le repos. L'importance de la récupération après l'exercice était connue ; elle était accompagnée par des bains et massages. Le programme d'entrainement prenait en compte les catégories d'âge, l'heure et la température de la séance et l'état physique et mental des athlètes.
Un soin était également apporté à un régime diététique spécifique pour les athlètes ; vers le Ve siècle av. J.-C. est découvert l'importance de la consommation de viandes (protéines) pour la constitution des muscles.

### XXesiècle
- Méthodes : entraînement fractionné, entraînement à basse intensité, entraînement en hypoventilation, entraînement en altitude...

### Études scientifiques et appareils de mesure
À partir du XXe siècle et surtout la fin du XXe siècle, les recherches scientifiques (physiologie, médecine, biologie...) et les progrès techniques (appareils d'analyse et mesure chimique, biomécanique...) ont permis de comprendre les mécanismes physiologiques et l'efficacité des anciennes méthodes d'entraînement : découvertes des seuils lactiques, processus métaboliques (aérobie, anaérobie) et filières énergétiques, variabilités et plateaux de fréquence cardiaque, fonctionnement et constitution des fibres musculaires...
La miniaturisation des appareils a permis de passer de l'étude en laboratoire à l'étude sur le terrain sportif : appareil portable de mesure des échanges gazeux, capteur de fréquence et variabilité cardiaque, enregistreur GPS, estimation du débit cardiaque et de la saturation, capteur de puissance (cyclisme), capteur de pression et force plantaire, accéléromètre, gyroscope, EMG, oxygénation musculaire, etc.
Les résultats des recherches ont également permis d'affiner les paramètres d'entraînement et les régimes diététiques : en fonction des valeurs physiologiques des individus (VO2max, VMA, FCmax, seuils et cinétique des lactates...) et de la spécificité des sports et compétitions.

## Préparation physique

### Principes fondamentaux
Les méthodes contemporaines d'entraînement physique sont parfois décrites selon six principes physiologiques fondamentaux :
- Individualisation : Le potentiel génétique et les capacités d'adaptation à la charge d'exercices physiques sont différents selon les individus. Le programme d'entraînement doit donc être personnalisé, afin d'éviter les blessures et maximiser la progression de l'amélioration physique. Le programme d'entraînement d'un sportif débutant sera différent de celui d'un amateur déjà entrainé, celui d'un sportif de grande corpulence différent d'un sportif de petite corpulence.

- Spécificité : Le type et l'intensité des exercices d'entraînement sont spécifiques à la discipline sportive, puisque les capacités physiques requises sont différentes selon les sports. Le programme de musculation d'un joueur de tennis sera différent de celui d'un athlète.

- Régularité : La pratique régulière des exercices physiques permet le maintien d'un niveau de performance sportive. L'arrêt de l'entrainement a pour conséquence l'effondrement des aptitudes physiques gagnées par l'entrainement.

- Progressivité : Les exercices physiques reposent sur un principe de contraintes physiques ou « surcharge » (musculaire, cardiovasculaire, articulo-tendineuse) dans le but de forcer une amélioration physique (augmentation du volume musculaire, des capacités cardiaques...). Néanmoins cette augmentation de charge doit être progressive, pour permettre au corps de s'adapter sans blessure (dans le cas contraire on parle de surentrainement). L'entrainement à basse intensité est fondamental pour les sports d'endurance, une erreur commune étant de vouloir plutôt se mettre en haute intensité, notamment chez les sportifs occasionnels[5].

- Alternance : La qualité de l'entrainement ne réside pas seulement dans l'intensité et le volume des exercices (charge), mais aussi dans leur alternance avec des jours de moindre charge, permettant au corps de récupérer (repos, reconstitution des fibres musculaires...). Un programme d'entrainement intègre ainsi des jours d'entrainement modéré et des jours de récupération.

L'entraînement est généralement structuré autour des saisons sportives, qui durent souvent une dizaine de mois, avec quelques semaines de repos entre elles. Pour les pratiquants de sports d'été, l'hiver est vécu comme une période particulièrement difficile : les entraînements sont longs et intenses sans la satisfaction de la compétition, et ils s'ajoutent à la météo morne et aux examens scolaires. Pour alléger cette difficulté, certaines fédérations de certains pays, dont la fédération française d'athlétisme, organisent des stages d'hiver dans l'hémisphère opposé.

### Types d'exercices
Exercices de préparation physique générale (PPG) ou spécifique (PPS) : musculation, pliométrie, étirement, proprioception, pratique croisée d'autres sports, électrostimulation...

## Préparation technique et tactique

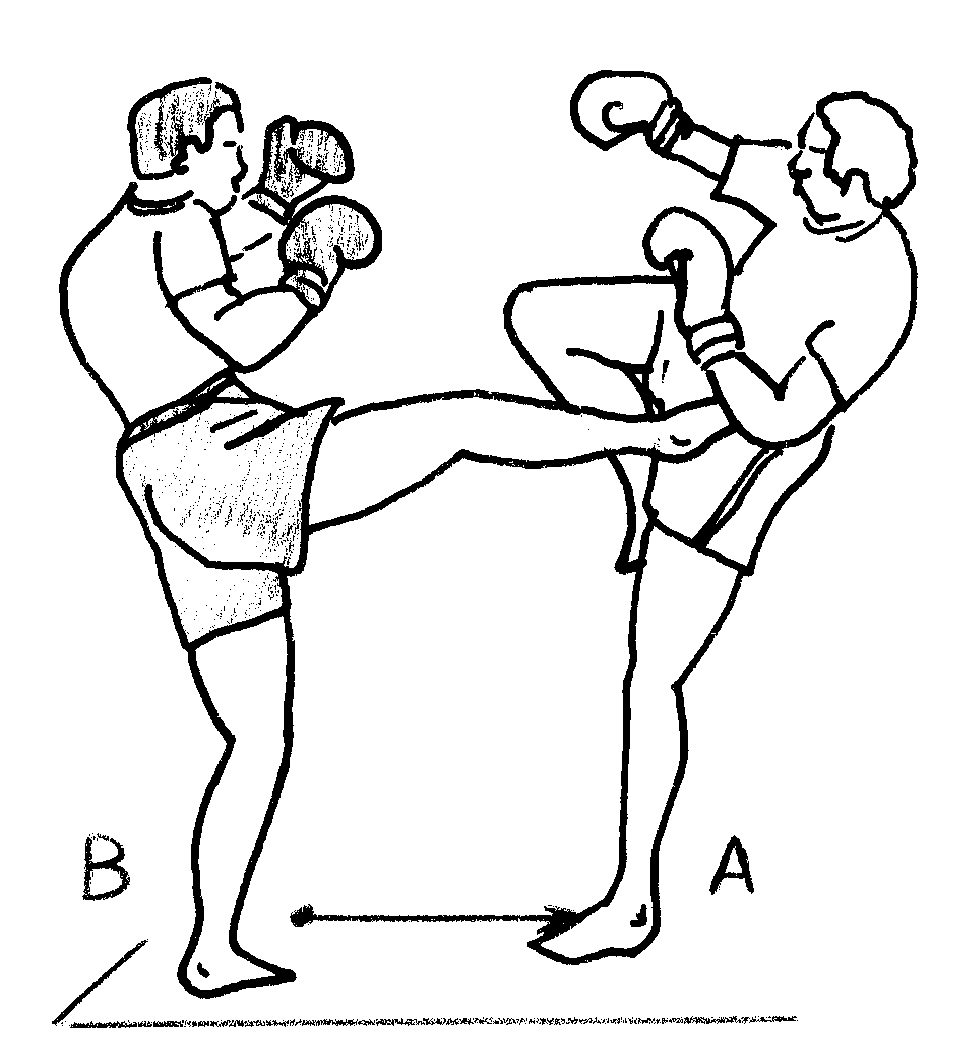
[B] a planifié une attitude d'« opportuniste » notamment ici en tentant de contrer son adversaire, en boxe birmane.

Le plan tactique décrit la conduite à tenir durant le match afin de remporter la victoire pour les sports d’opposition (d’atteinte l’objectif pour les sports sans opposition). Il rassemble un ensemble d’intentions (d’idées) dans le but d’assurer la réussite ou le gain du match.  Il est appelé également, programme d’action. Il précise l’organisation et les attitudes à adopter face à tel ou tel comportement, les stratégies à mettre en place ? C’est en quelque sorte un « plan de route » à suivre (itinéraire et étapes), avec le déroulement des différentes phases, l’organisation (pilotage), les stratégies utilisées (moyens) et les procédures de mise en œuvre (démarche).
Il consiste d’abord à effectuer une réflexion sur la conduite à adopter durant l’opposition. De prévoir les différents schémas tactiques à mettre en place (prise de décision) et leurs mises en œuvre.
Les choix de stratégies sont élaborés à partir des relevés de l’observation adverse (dans le recueil d'observation) et d’autre part en relation avec les comportements présupposés adverses (spéculation). Ainsi le plan tactique dicte la conduite à tenir et indique les "schémas tactiques" à mettre en place.
Lorsqu’on parle de plan tactique, on relève l’aspect « intentionnel » de la conduite. Mais la mise en œuvre des schémas de combat précalculés risquent de ne pas coller à la nouvelle réalité de l’opposition. Une régulation permanente du « plan de guerre » est donc nécessaire.

### Illustration en boxe
- Fig.1. Comportement de l'adversaire :

1. 
1. (B) a remarqué lors du premier round que (A) était un « fonceur »…
- Fig.2a. et/ou 2b. Éléments du plan tactique adopté :

2a.      ou    2b.  
2. … à l’interround, (B) a choisi de travailler en « attentiste » (utilisation de coups d’arrêt, de ripostes et de contres)

## Préparation mentale
La préparation mentale est « un entraînement qui consiste à développer les habiletés mentales et cognitives dans l’objectif d’optimiser la performance personnelle (ou collective) du (des) sportif(s) tout en favorisant le plaisir de la pratique et l’autonomie ». La pratique s’appuie sur des publications scientifiques de la psychologie du sport et respecte la charte éthique de la Société Française de Psychologie du Sport.
Elle est la partie psychologique (versant psycho-affectif) de la préparation d'un athlète compétiteur. Elle s’inscrit au même titre que le développement des qualités physiques et des habiletés technico-tactiques ou physiques.
Parmi les activités et outils à disposition du préparateur mental, nous avons : l'hypnose, les techniques d’autosuggestion, l’imagerie mentale, les techniques de relaxation, la PNL, intelligence émotionnelle, les arts martiaux, la sophrologie, les techniques cognitives et comportementales. Dans le cadre de ces dernières techniques, on distingue notamment l'utilisation de routines de performance favorisant la concentration, la relaxation, ou encore la combativité, ainsi que l'utilisation du dialogue interne. Il est à noter que les sportifs de haut niveau utilisent souvent sans le savoir les techniques de préparation mentale- sans l'aide d'un préparateur mental-, mais certains le font plus fréquemment ou plus efficacement.
Le travail du préparateur mental est le plus souvent d'entraîner l'athlète à utiliser plus systématiquement ces techniques à l'entraînement et en compétition, de manière à optimiser leur potentiel.

### Différentes approches
Selon Anaëlle Malherbe, psychologue et préparatrice mentale à l'INSEP, la préparation mentale est l’optimisation et le développement d’habiletés en vue d’être performant tant à l’entraînement qu’en compétition. En utilisant des outils validés scientifiquement, le préparateur mental peut travailler sur la gestion des émotions (anxiété, agressivité, stress), la confiance en soi, le discours interne, la motivation, les routines de performances, la concentration, etc.
Il est important de prendre en compte l’ensemble des domaines de vie du sportif telles que les sphères sportives, personnelles et scolaires/professionnelles. Ces éléments permettent de comprendre le fonctionnement du sportif ainsi que ses ressources et axes de travail.
Cette approche est complémentaire à l’accompagnement en psychologie du sport. En effet, l’idée première est le développement d’une meilleure connaissance de soi et d’un mieux-être global.
Selon Loïc Gouzerh, cette approche systémique s’appuie sur trois points :
1. Une base solide issue du Coaching Pro, système de valeurs, besoins, croyances, limites, talents, options, confiance.
2. Une base technique issue des fondamentaux sportifs, routines pré-compétitives, acuité visuelle, respiration ventrale, concentration, répétition mentale, intelligence émotionnelle, imagerie mentale associée ou IMA.
3. La maitrise de différents outils complémentaires en relation avec les besoins de l'athlète... hypnose, EFT, HBDI Modèle Herrmann.

Comme le dit Gilles Binet, autre professionnel de la préparation mentale sportive : « c'est une gestion plus humaine que sportive. Il s'agit de faire progresser un athlète en dehors de la technique, du physique, de la tactique ou de la stratégie. La préparation mentale pour un sportif se fait en amont de la compétition, durant la compétition, et après la compétition.Il faut donc se préparer en dehors des résultats qu'il est susceptible d'obtenir. »
Pour Erwan Mérendet, la préparation mentale essentielle dans le domaine du sport et de la compétition, ne peut se limiter qu'à ces seuls domaines.
Fort de son expérience dans le domaine de l'urgence (sapeur-pompier) et en tant que professionnel de la préparation mentale sportive, il a identifié de nombreux liens dans la préparation d'un sportif et celle d'un intervenant de l'urgence (sapeur-pompier et aussi milieu médical, force de l'ordre, armée ...) aussi bien sur les aspects techniques, physiques, stratégiques et bien sûr mentaux.
Les outils de développement et d'optimisation des habiletés mentales font leur entrée auprès des professionnels de l'urgence. 

### Profil d'un préparateur mental
Le préparateur mental est un professionnel qui a un cursus sportif et une formation universitaire solide. Comme le préparateur physique, le préparateur mental a suivi une formation STAPS à l'université. Le cursus pour faire ce métier est une licence en entrainement sportif suivi d'un master II Spécialisé en "Préparation Psychologique et Coaching". Il existe d'autres cursus universitaires ou en école privée qui préparent au métier de préparateur mental.
Il faut distinguer le professionnel qui aura fait cinq années d'études spécialisées dans la préparation mentale du simple passionné de sport qui aura envie d'accompagner un sportif, cette technique nécessitant en effet une connaissance approfondie du mental humain. De plus, le préparateur mental doit adopter différentes méthodes en fonction des différents sportifs qu'il prend en charge.

## Repos
L'entraînement implique une certaine tolérance à la douleur lorsque les limites du corps sont atteintes, l'objectif étant de les repousser. Le nombre et la persistance des courbatures, par exemple, sont vues dans plusieurs disciplines comme un signal de la qualité de l'entraînement. L'entraînement comprend toute une dimension de préparation mentale, importante pour la gestion du stress et des blessures. La relation entre les entraîneurs et leurs athlètes peut également avoir un impact significatif sur l'entraînement.
Le surentraînement est un risque, naissant de l'exploitation trop forte du corps qui fatigue et ne parvient plus à atteindre ses performances habituelles, tout comme la blessure causée ou aggravée par la fatigue. Le repos est donc important et considéré comme une maintenance de leur outil de travail. Soigneusement minuté, il peut affecter la vie sociale, avec des sportifs fatigués et plus enclins à se blesser s'ils ont l'habitude de faire la fête, fortement encouragés à se coucher tôt et à ne pas se fatiguer dans leurs activités personnelles.
Le repos et le temps de récupération sont des actions concrètes qui prennent du temps et requièrent un effort individuel. Par exemple, des sportifs doivent consulter des kinésithérapeutes, aller au hammam ou faire des bains de glace pendant leur temps de repos, ne leur permettant pas d'en jouir librement. Les sportifs de haut niveau étant socialisés entre eux, le temps de repos est de l'autre côté un avantage, permettant de légitimer le repos perçu autrement comme un moment gâché.

#### Sur l'entraînement sportif en général
- Lev Pavlovich Matveev, Aspects fondamentaux de l'entraînement, Éditions Vigot, 1983.
- Wilmore et Costill, Physiologie du sport et de l'exercice, De Boeck, 1994-1999.
- Robert S. Weinberg et Daniel Gould, Physiologie du sport et de l'activité physique, 1997, éd. Vigot  (ISBN 978-2711411115)
- Gérard Chaliand, Arnaud Blin, Dictionnaire de stratégie militaire, Librairie académique Perrin, 1998
- François Géré, Pensée stratégique, Éd. Larousse, Paris, 1999
- Thierry de Montbrial et Jean Klein, Dictionnaire de stratégie, PUF, Paris, 2000
- Guy Missoum et Raymond Thomas, Psychologie à l'usage des STAPS, éd. Vigot, 2003  (ISBN 978-2711416332)
- Christian Target et Ingrid Petitjean, La Bible de la préparation mentale : La Méthode Target : de la théorie à la pratique, éd. Amphora, juin 2016  (ISBN 978-2851809315)

#### Sur des sports en particuliers
- Louis Lerda, J.C. Casteyre, Sachons boxer, Éd. Vigot, Paris, 1944
- Georges Blanchet, Boxe et sports de combat en éducation physique, Éd. Chiron, Paris, 1947
- (en) Jack Dempsey, Championship fighting, Éd. Jack Cuddy, 1950
- Alain Delmas, 1. Lexique de la boxe et des autres boxes (Document fédéral de formation d’entraîneur), Aix-en-Provence, 1981-2005 – 2. Lexique de combatique (Document fédéral de formation d’entraîneur), Toulouse, 1975-1980
- FFE, Les Cahiers de la commission pédagogique nationale d’escrime, INSEP, Paris, 1981
- Gabrielle et Roland Habersetzer, Encyclopédie des arts martiaux de l'Extrême-Orient, Éd. Amphora, Paris, 2000